# Helm Glacier
Helm Glacier är en glaciär i Antarktis. Den ligger i Östantarktis. Nya Zeeland gör anspråk på området. Helm Glacier ligger 1 251 meter över havet.
Terrängen runt Helm Glacier är huvudsakligen kuperad, men norrut är den bergig.  Trakten är obefolkad. Det finns inga samhällen i närheten. 